# Rue Le Nôtre (Paris)
Pour les articles homonymes, voir Rue Le Nôtre.
La rue Le Nôtre est une voie du 16e arrondissement de Paris, en France.

## Situation et accès
La rue Le Nôtre est une voie publique située dans le 16e arrondissement de Paris. Elle débute avenue de New-York et se termine au 1, boulevard Delessert et avenue des Nations-Unies.
Elle est longue de 100 mètres et large de 24.
Ce site est desservi par la ligne 6 à la station de métro Passy.

## Origine du nom

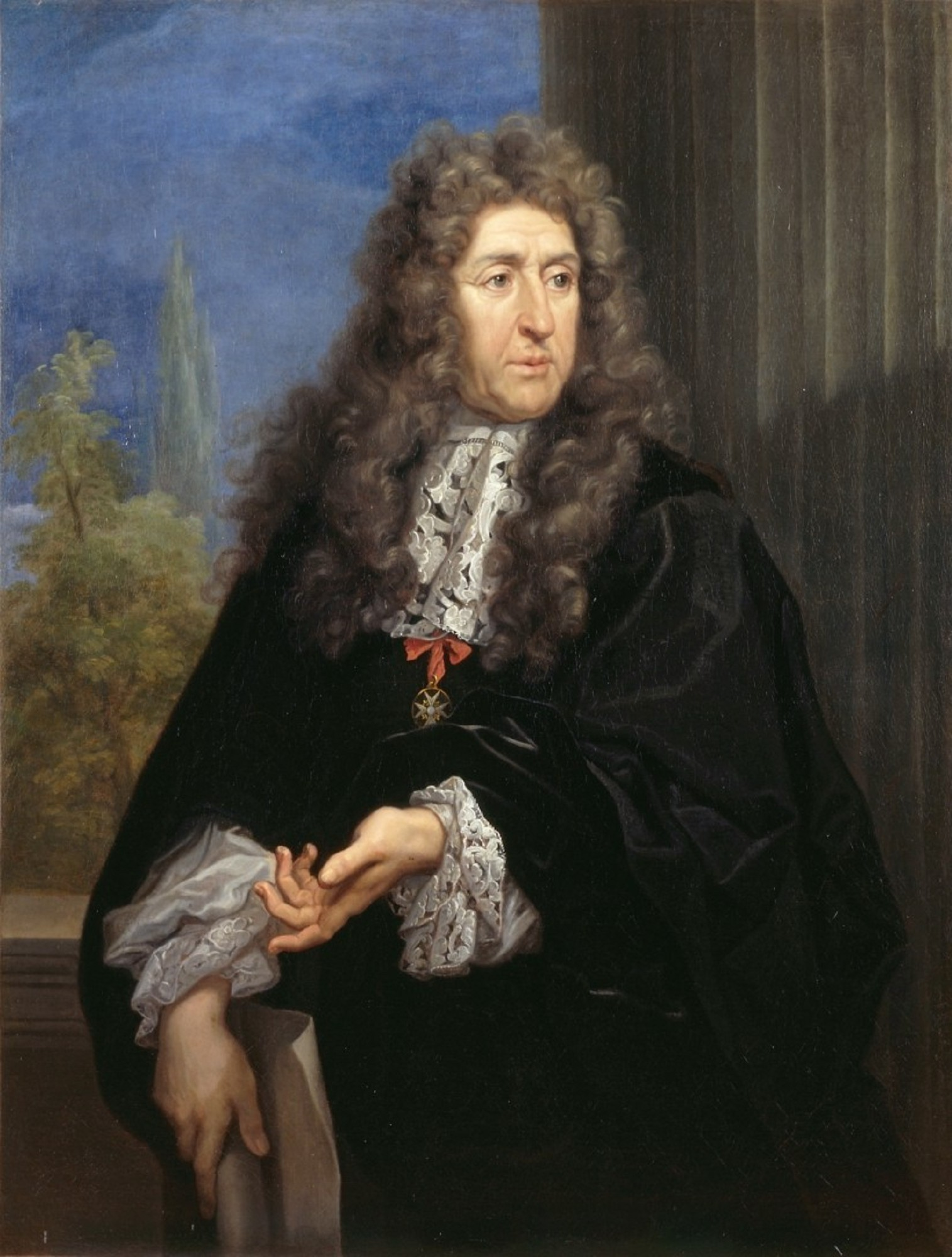
André Le Nôtre.

Elle porte le nom du jardinier et paysagiste français André Le Nôtre (1613-1700).

## Historique
Cette voie est établie par la Ville de Paris en exécution d'une convention passée le 6 décembre 1866 avec l'État et approuvée par une loi du 28 avril 1869. Elle prend sa dénomination actuelle par un décret du 10 novembre 1877.
La rue Le Nôtre et la rue Chardin ouverte à la même époque sont situées à l'emplacement du domaine de l'ancien couvent des Minimes de Chaillot supprimé en 1790. Leur création entraîna la disparition des derniers vestiges de l'ancien cloître de ce couvent.

## Bâtiments remarquables et lieux de mémoire

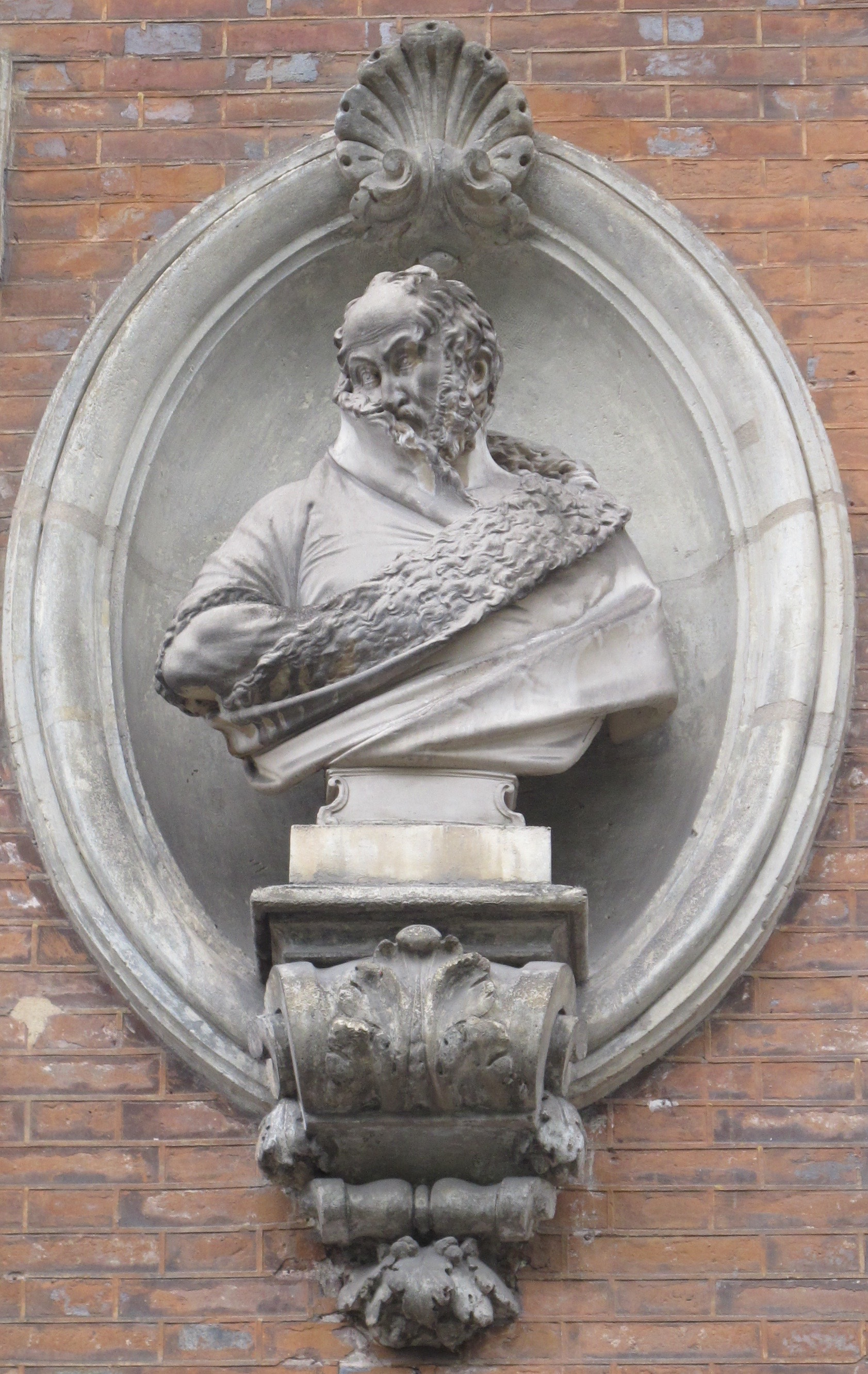
Détail de la façade du no 3.

- Sa partie haute longe l'hôtel de La Trémoille, de nos jours résidence de l'ambassadeur de la Serbie en France.
- No 3 : cet immeuble a abrité le consulat royal d'Albanie dans les années 1930[1].